# Аэропорт Монастир имени Хабиба Бургибы
Международный аэропорт Монастир имени Хабиба Бургибы (англ. Habib Bourguiba International Airport, фр. L'aéroport international de Monastir Habib-Bourguiba, араб. مطار الحبيب بورقيبة الدولي‎; (ИАТА: MIR, ИКАО: DTMB)) — международный аэропорт города Монастир в Тунисе. Назван в честь первого президента Туниса Хабиба Бургибы, уроженца Монастира, чья резиденция находилась вблизи аэропорта.

## История
Во время Второй мировой войны аэропорт был известен как аэродром Монастир и использовался 81-й истребительной группой Двенадцатой ВВС армии США во время Североафриканской кампании. 81-я летал на P-39 Airacobra с аэродрома с 26 мая по 10 августа 1943 года.

## Характеристики
Аэропорт расположен в туристическом районе Сканес, некоторые отели расположены в шаговой доступности. По большей части используется чартерными авиакомпаниями, которые привозят туристов на курорты Туниса. Обслуживает жителей городов Сус, Монастир, Махдия, Кайруан. Практически все чартерные рейсы сосредоточены в туристический сезон. Основными авиакомпаниями, работающими в настоящее время в аэропорту, являются Nouvelair и Tunisair. Терминал имеет пропускную способность 3,5 миллиона пассажиров в год и занимает площадь 28 000 м2. В 2007 году аэропорт занял первое место в стране по объему перевозок с 4 279 802 пассажирами.
Как и все аэропорты Туниса, аэропорт изначально находился в ведении Управления гражданской авиации и аэропортов. Однако в январе 2008 года он перешел под управление турецкого консорциума TAV Airports Holding сроком на 40 лет по концессии.

## Авиакомпании и направления
Следубщие авиакомпании выполняют регулярные и чартерные рейсы из аэропорта Монастир:

## Наземный транспорт
Станция «Аэропорт» пригородных поездов Сахель связывает аэропорт с Махдией (на юге) и Сусом (на севере).

## Галерея

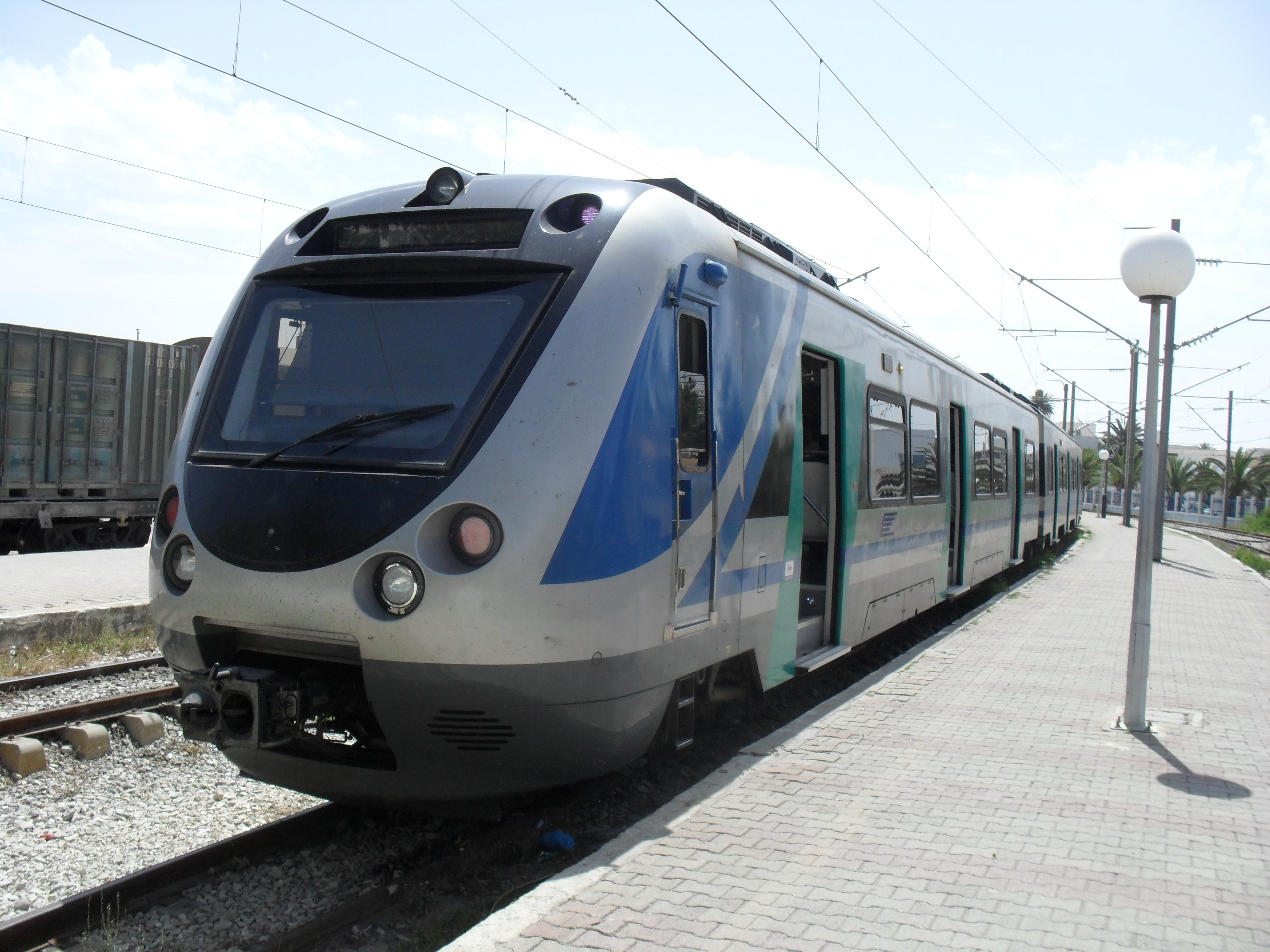
Электропоезд метро Сахель
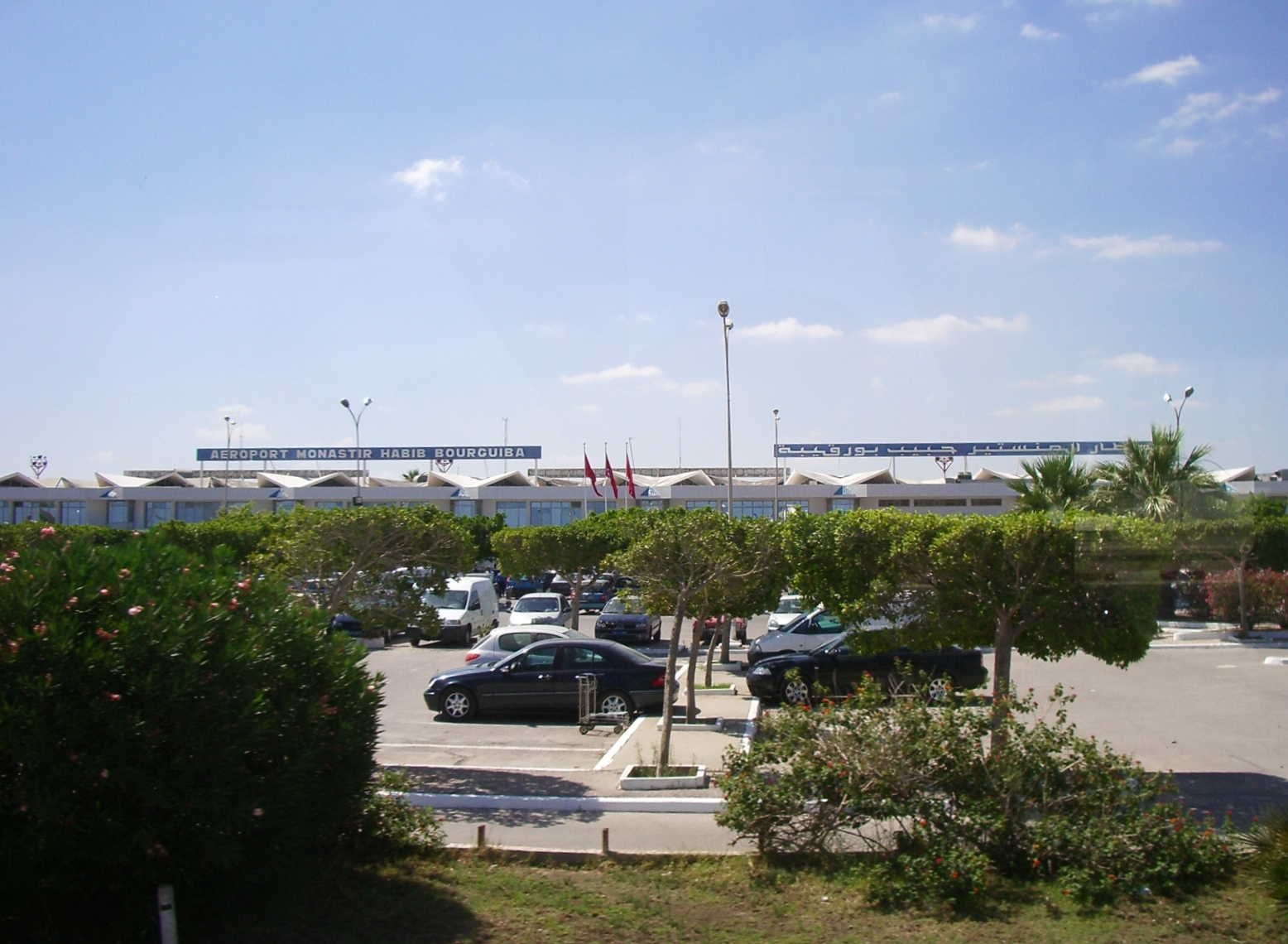
Парковка перед главным задним аэропорта
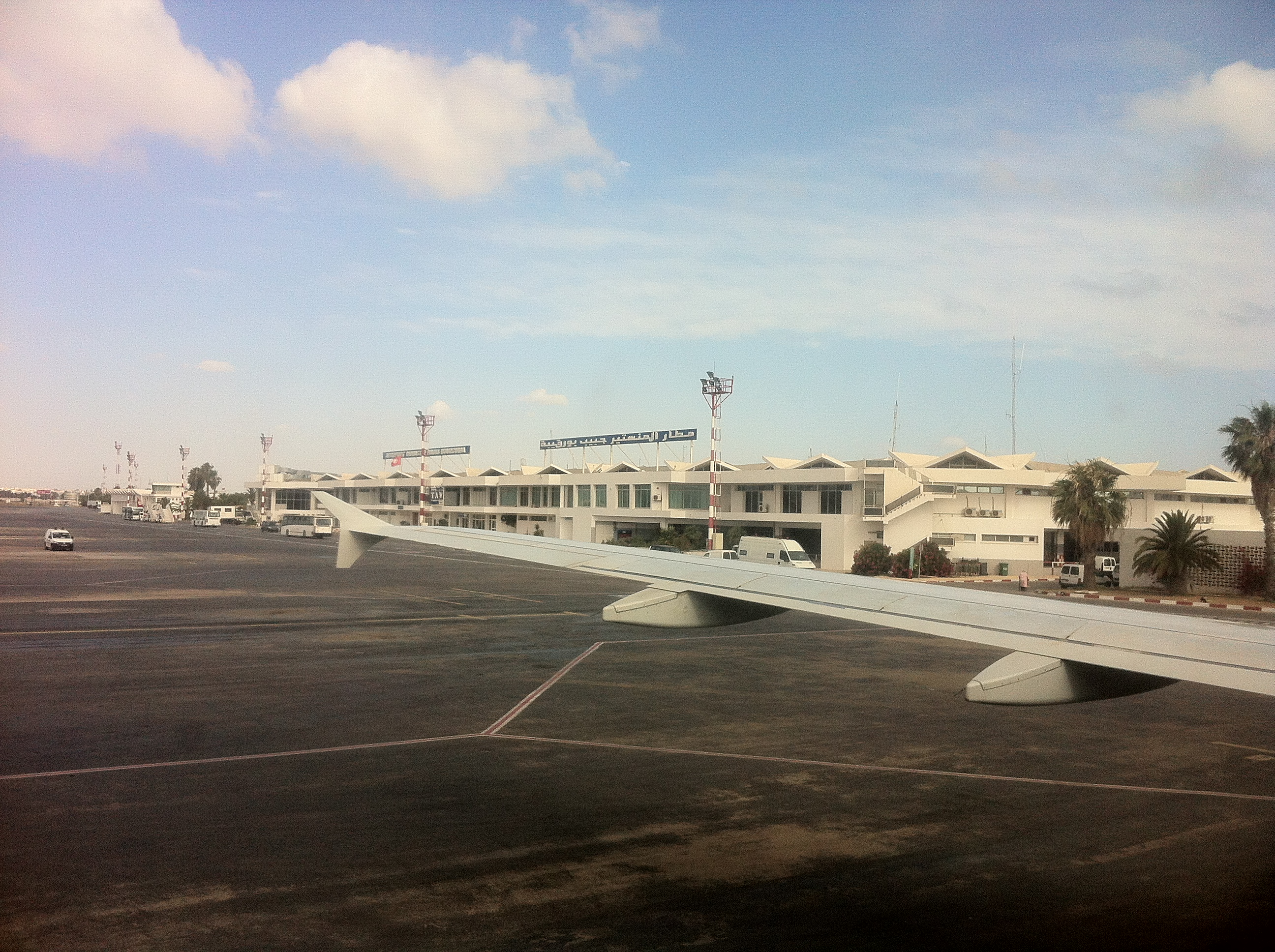
Главное здание со стороны взлётно-посадочные полосы
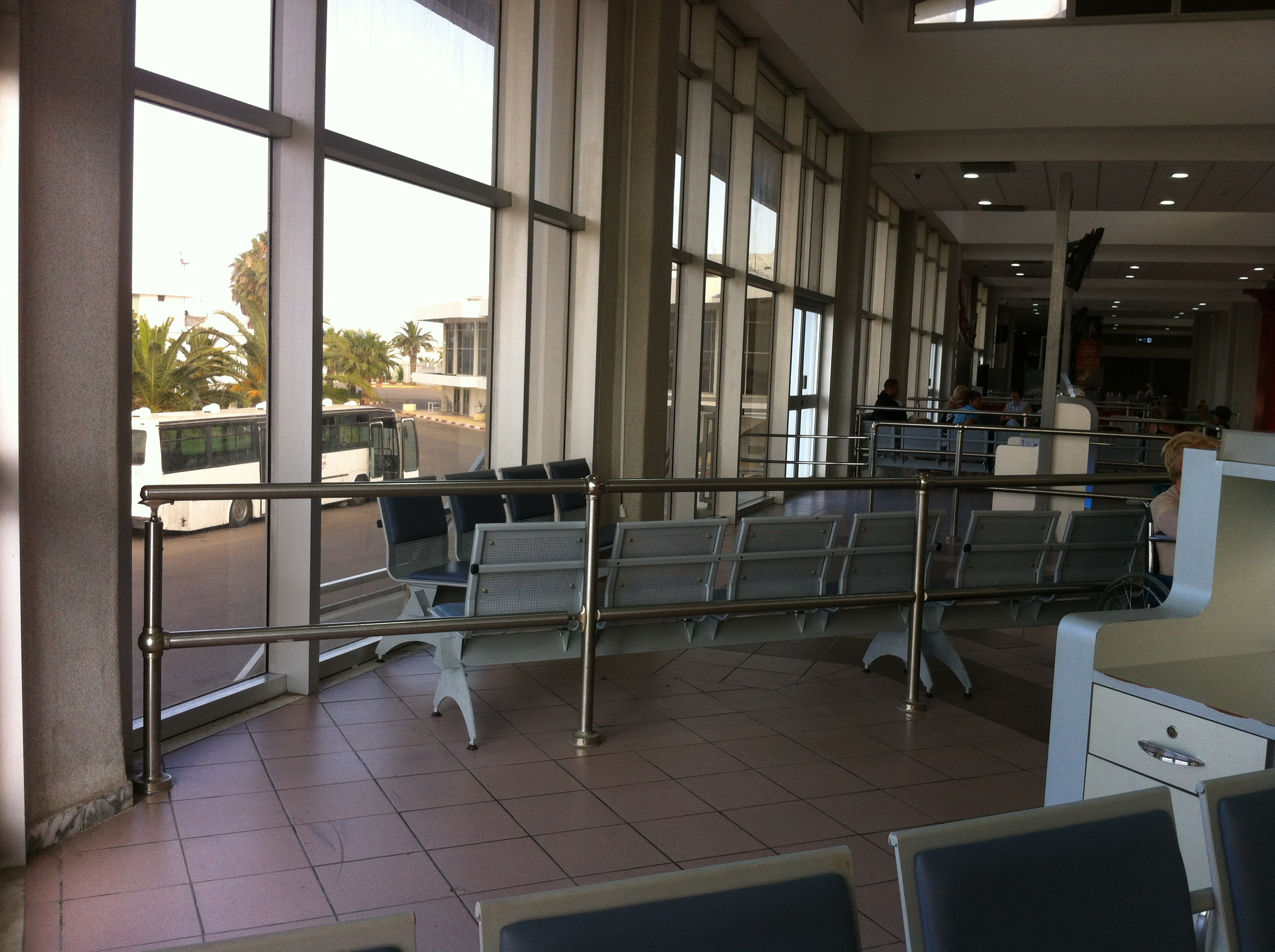
Зал ожидания в 2016 году
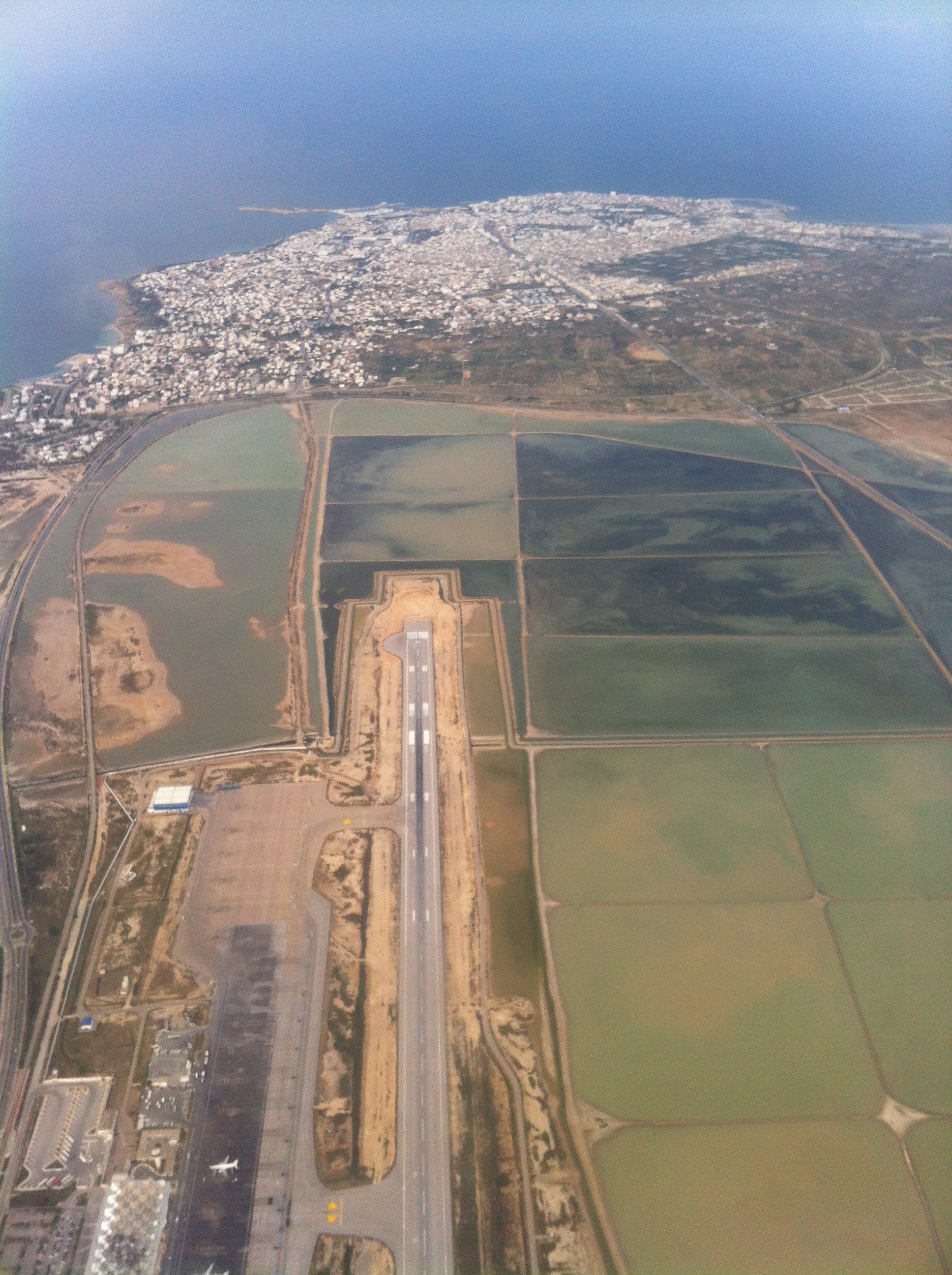
Аэропорт с высоты
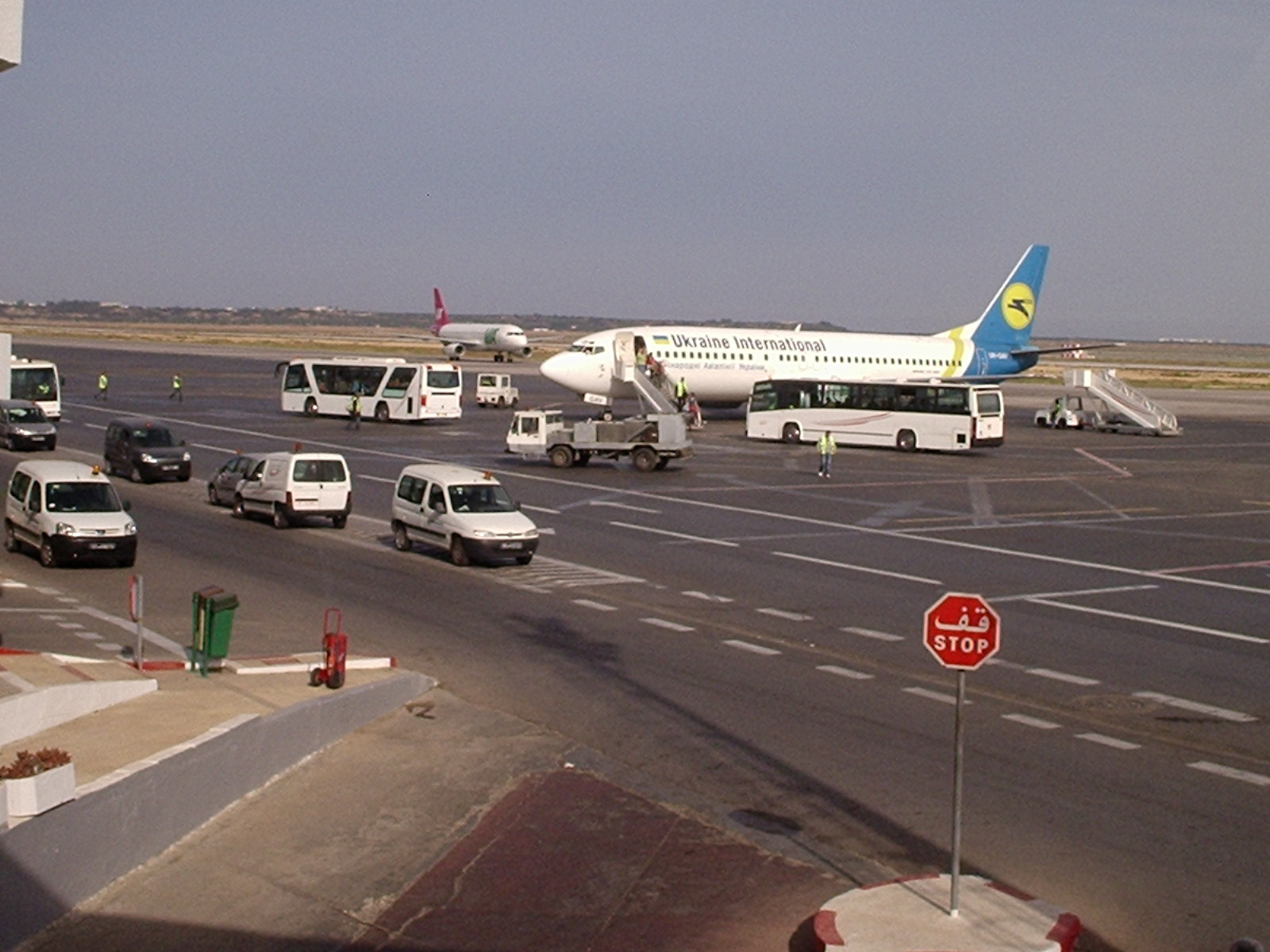
Boeing 737-400 авиакомпании Международные авиалинии Украины
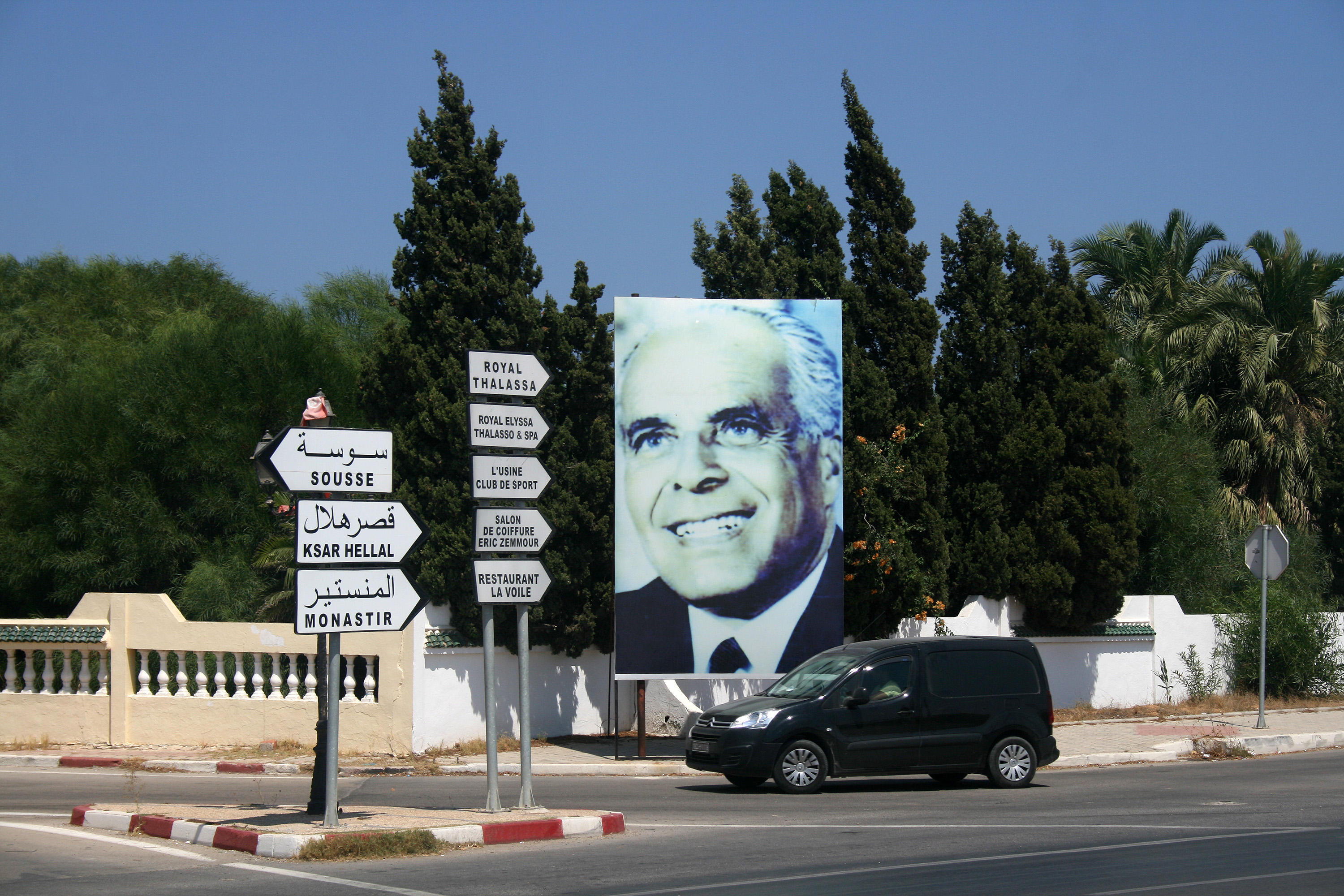
Портрет Хабиба Бургибы и указатели при въезде.